# نظريات تغيير السلوك
نظريات تغيير السلوك والنماذج تبين الأسباب وراء التبدلات في أنماط السلوك الفردي. هذه النظريات تتضمن الصفات البيئية والشخصية والسلوكية لانها العوامل الرئيسية المحددات السلوكية.
في السنوات الأخيرة ازداد الاهتمام بتطبيقات هذه النظريات في مجالات التنمية الدوليه، الصحة، التعليم وعلم الجريمة على أمل فهم التغيير السلوكي الذي يحسن الخدمات في هذه المجالات.

## تاريخياً
العديد من المحاولات الاصلية لإطلاق نظريات تغير السلوك الأساسية في المعرفة الحالية كانت بين 1970 و1980. ويتضمن ذلك مقالات Icek Ajzen في نظريات الفعل المعقول، السلوك المخطط، كتابات ألبرت باندورا في نظرية الإدراك الاجتماعي واعمال James Prochaska و Carlo DiClemente على نموذج Transtheoretical. وفي وقت لاحق ازداد الاهتمام بنظريات تغيير السلوك بسبب التطبيق الواضح لها في مجالات مثل الصحة والتعليم وعلم الجريمة، وصولا غلى دراسات مدعومة من قبل مؤسسات مثل معهد الصحة الوطنية الأمريكية ووحدة رئاسة وزارة التخطيط الاستراتيجي البريطانية.
وعلى الرغم من هذا التجدد في الاهتمام هناك اتجاه نحو البحوث في هذا المجال والدراسات لتوسيع قاعدة التحديث في النظريات الحالية التي تركز على التغييرات الأولية.

## نظريات عامه ونماذج
لكل نظرية عوامل تركز عليها وترى أنها مؤثرة في تغيير السلوك منها نظريات التعلم، نظريات التعليم الاجتماعي، نظريات الأفعال المعقولة والسلوك المخط ونموذج Transtheoretical. وكذلك فقد وجهت الدراسة نحو عناصر من هذه النظريات خاصة الكفاءة الذاتية المشتركة في كثير من النظريات.

### الكفاءة الذاتية
وهي الانطباع الشخصي للفرد عن قدراته الذاتية لأداء مهمة ما مثل التسوق. يعتمد هذا الانطباع على عدة عوامل مثل أولويات النجاح للفرد في المهمة أو في مهمات مرتبطة بها، الحالة الفيزيائية للفرد والمصادر الخارجية في القناعات تستخدم الكفاءة الذاتية للتنبؤ بالقدر من الجهد الذي يبذله الشخص لتغيير ما في سلوكه، فهي ليست نظرية تغيير سلوك بقدر ما أنها عنصر هام للنظريات منها نموذج اعتقاد صحي ونظرية السلوك المخطط.

### نظريات التعلّم/نظريات تغيير السلوك التحليلي
جاءت نظريات التعلّم من قبل بوروس فريدريك سكيز التي بينت أن السلوك المعقد يُكتسب بالتدريج بسبب تغيرات بسيطة سلوكية.
المحاكاة التعزيز تلعب دوراً هاماً في هذه النظريات، وهي التي تقرّ بأن الأفراد تعلموا من خلا لنسخ السلوكيات التي رأوها في الآخرين والتي تكون جوهرية لضمان تكرار السلوك الجيد فقط.
وحيث أن كل من هذه السلوكيات يبنى من خلال المحاكاة والتعزيز اللاحق، يتطور السلوك الأعقد من ذلك.
عندما يبنى السلوك الشفهي يتعلم الكائن الحي من خلال قاعدة السيطرة على السلوك وبعد ذلك لن تحتاج كل الأفعال إلى تكيف طارئ.
سكينر (1957) كان أول طبيب نفسي تعرف على قاعدة المحاكاة الحاسمة التي سماها («النموذج المنسوخ») في تعلم اللغة .نظريات السلوك التحليلي للتغيير كانت أكثر فعالية في تحسين ظروف الإنسان (انظر تعديل سلوكي وعلاج سلوكي وتحاليل السلوك التطبيقية).

### التعليم الاجتماعي/نظرية الإدراك الاجتماعي
بناءً على نظرية الإدراك الاجتماعي أو تعرف أيضاً بنظرية التعليم الاجتماعي فإن التغيير السلوكي يعتمد على البيئة، الشخصية والعناصر السلوكية، وكل عامل يؤثر ويتأثر بالعوامل الأخرى.
مثلاً بالمطايقة مع نظرية الكفائة الذاتية، أفكار الفرد تؤثر على سلوكه وصفاته التي يثير ردود الأفعال لديه وتنشأ من البيئة المحيطة يه. بطريقة مماثلة فإن بيئة الفرد تؤثر في تطوير الصفات الشخصية كما تؤثر على سلوكه، وسلوك الفرد يغير بيئته بحسب ما يقكر به الفرد أو ما يشعر به. وتركز النظرية على التفاعلات المتبادلة بين هذه العناصر التي يفترض ان تحدد التغييرات السلوكية.

### نظرية الفعل المعقول
تفترض هذه النظرية أن الفرد يأخذ بعين الاعتبار عواقب السلوك قبل القيام به. ونتيجة لذلك، فإن النية أهم عامل في تحديد وتغيير السلوك بناءً على ايسك 85. حيث أن النية تتطور حسب توقعات الفرد السلبية أو الإيجابية وانطباعه عن رأي المجتمع كذلك عن نفس السلوك. ولذلك فإن نوايا شخص ما تأخذ شكلاً يتناسب مع مجتمعه، وهذا أساسي في تنفيذ سلوك ما ولاحقاً تغيير في السلوك.

### نظرية السلوك المخطّط
في عام 1985 أجرى اجزين توسيع لنظرية الفعل المعقول، فحصل فحصل على نظرية السلوك المخطط التي تؤكد على قاعدة النية قبل أداء السلوك لكن تتطرق إلى الحالات التي لايسيطر فيها الفرد على كل العوامل التي تؤثر على الأداء الفعلي للسلوك. كنتيجة فإن النظرية الجديدة تؤكد على أن حدوث السلوك الفعلي يتناسب مع مقدار السيطرة التي يمارسها الفرد على سلوكه وقوة نوايا هذا الفرد لتنفيذ هذا السلوك. في مقالة اجزين 1985 يفترض أن الكفاءة الذاتية هامة لتحديد القوة التي ينوي بها الفرد تحقيق سلوك ما.

### Transtheoretical/مراحل نموذج التغيير
بناءً على نموذج Transtheoretical والمعرف أيضاً بمراحل نموذج التغيير، فإن التغيير السلوكي هو عملية من خمسة مراحل.هذه المراحل قبل أن يصل الفرد إلى التغيير الفعلي في سلوكه وهي: مرحلة ما قبل التأمل، التأمل، الاستعداد، التنفيذ والصيانة.في مرحلة ما قبل التأمل قد يشعر أو لا يشعر الفرد بوجود مشكلة في سلوكه تحتاج إلى تغيير.في مرحلة التأل يتخذ الفرد قراراً بضرورة التغيير في سلوكه. أثناء الاستعداد ينوي الفرد تغيير سلوكه مع بداية الشهر القادم. وخلال مرحلة التنفيذ على الفرد أن يبدي تغييراً ثابتاً في سلوكه. وأخيراً يقوم الفرد بصيانة للسلوك الجديد المكتسب خلال 6أشهر السابقة (تغيير السلوك 2007).

## التطبيقات
نظريات تغيير السلوك ممكن تطبيقها في كثير من المجالات في مجال رعاية الصحة، التعليم والسلوك الإجرامي. هذه المجالات ممهمة في تحقيق الوظيفة الاجتماعية وصناعة السياسة. وحاياً تم استئناف تطبيق هذه النظريات في مجالات هي:

### الصحة
في مجال الهتمام بالحصول على أسلوب حياة صحي، حصلت نظريات تغيير السلوك على اعتراف بأنها قادرة وبفعالية على إظهار السلوكيات الصحية والابتعاد عن الطرق التي تعيق الفرد من الحصول على حياة صحية. التطبيق الأساسي في الصحة لنظريات تغيير السلوك تتضمن تحسين لبرامج أسلوب الحياة الفعال وبرامج التخلص من انتشار الأمراض مثل متلازمة العوز المناعي المكتسب (تغير السلوك 2007). بالإضافة إلى أن منظمة الصحة العالمية قامت في السنوات الأخيرة بإطلاق بحث لتوسيع قاعدة معلومات نظريات التغيير السلوكي.
النماذج المتعلقة بالتطبيقات الصحية تتضمن المعتقد الصحي/نموذج الفعل الصحي، نموذج استبدال الوقاية ونموذج تغيير-ك. النموذج الأول يقول بأن الفرد سيغير سلوكه بناءً على الخطورة المدركة للتهديد على صحته. النموذج الثاني يركز على الترويج لسلوك صحي طويل الأمد عبر وضع فوارق زمنية بين الزلات والمعاودة إليها لتشجيع الفرد على الحصول على أسلوب حياة صحي.أما النموذج الثالث يبين أن التغيير السلوكي والتحريضي، يشتق من الموقف-المؤثر الاجتماعي- أو نموذج الكفاءة الذاتية. وهي مكملة لأفكار نظرية أجزين للسلوك المخطط، نموذج برودشاسكا، نموذج الاعتقاد الصحي، ونظريات تحديد الهدف.
النسخ القديمة لهذا النموذج (نموذج ASE) استخدمت لتشرح الأنواع المختلفة للسلوك الصحي.

### التعليم
يمكن استخدام نظريات التغيير السلوكي كمرشد في تحسين طرق التدريس الفعالة. وحيث أن الهدف الأساسي للتعليم هو تغيير السلوك، فإن فهم السلوك الذي تمنحه نظريات تغيير السلوك يوفر نظرة عميقة لصيغة الطرق التدريسية الفعالة، والتي تدخل في التغيير السلوكي.
في عصر قديم عندما كان برنامج التعليم يكافح للوصول غلى أكبر قدر من الجماهير بمختلف الطبقات الاجتماعية والاقتصادية، كان مصممو هذه البرامج يكافحون بشكل متزايد لفهم الأسباب وراء التغيير السلوكي لفهم الصفات الكلية التي قد تكون حاسمة في تصميم البرنامج.
في الحقيقة فإن بعض النظريات مثل نظرية التعلم الاجتماعي والسلوك المخطط صصمت لكي تطور البيئة الصحية، ولأنها تعنون العلاقة بين الأفراد والبيئة المحيطة بهم، فبإمكانها أن تعطي بصيرة واسعة على برامج التعليم الفعالة الناتجة عن حالات مقدمة سلفاً، مثل البيئة الاجتماعية التي سيبدأ بها البرنامج وبينما التربية الصحي ما زالت المنطقة التي تطبق فيها نظريات التغيير السلوكي بكثرة، فإن النظريات الأخرى كنموذج مراحل التغيير تطبق في مجالات أخرى مثل تدريب الموظفين ونظم التطوير للتعليم العالي.

### علم الجريمة
دعمت الدراسات التجريبية لعلم الجريمة نظريات التغيير السلوكي. وبنفس الوقت افترضت نظريات التغيير السلوكي العامة تفسيرات ممكنة للسلوك الإجرامي وطرق التصحيح للسلوك منحرف.بما أن تصحيح السلوك المنحرف يحتاج إلى تغيير في السلوك، فإن فهم التغيير السلوكي يساعد في تبني طرق التصحيح الفعالة من قبل السياسيين. مثلاً فإن فهم سلوكيات منحرفة مثل السرقة يمكن أن يكون لأسباب قهرية مثل التعرض للجوع وهي غير مرتبطة بالسلوك الإجرامي ولكن من الممكن ان نساعد في تطوير سيطرة اجتماعية لهذه القضايا الأساسية بدل التركيز على السلوك النهائي فحسب.
النظريات الأساسية التي طبقت في علم الجريمة هي نظريات التعليم الاجتماعي ونظرية الجمعية التفاضلية. نظرية التعليم الاجتماعي للتفاعل بين الأفراد وبيئتهم تبين التطور في السلوك المنحرف كرد فعل لتعرض الفرد لسلوكيات مختلفة من الذين حوله، الذي من الممكن ان يؤدي إلى سلوك مقبول أو غير مقبول اجتماعياً.
نظرية الجنعية الافتراضية صيغت من قبل إدوين سذرلاند وهي الأكثر شهرة، وتفسر نظرياً السلوك المنحرف الإجرامي الذي يطبق على مفاهيم النظرية ويؤكد على أن السلوك المنحرف هو سلوك مكتسب. في إعادة الفحص الذي قام به جيفري (1965) لنظرية Sutherland الأساسية أضاف إليها أنه بسبب الحاجة لتقريب الفترة بين العقاب والسلوك السيء في حالة ما، فظغن تطبيقات النظام القانوني للعقاب أقرب إلى أن تصدر قانوناً للتهرب بدل التصحيح.

## معارضات
نظريات تغيير السلوك ليست مقبولة في كل مكان. الانتقادات تتضمن التشديد على الأفراد في النظريات من أجل تغيير سلوكهم، واستخفاف عام بتأثير عوامل البيئة على السلوك، بالإضافة إلى أن بعض النظريات تم صياغتها كدليل مساعد في فهم السلوك البشري وبعضها الآخر صمم كإطار عمل للتداخلات السلوكية إلا أن غايتها غير ثابتة المبدأ.
هذه الانتقادات تسلط الضوء على نقاط القوة والضعف في النظريات وتظهر ان هناك مساحة للأبحاث في هذا المجال (nhi 2003)

## وصلات خارجية
- لمحة عن النظرية على Cancer.gov

 برهان السلوك يحتاج إلى تقييم